# Floribundaria chrysonema
Floribundaria chrysonema là một loài Rêu trong họ Meteoriaceae. Loài này được (Müll. Hal.) Broth. mô tả khoa học đầu tiên năm 1906.